# 商竣程
商 竣程（しょう・しゅんてい, 簡体字中国語: 商 竣程, シャン・ジュンチェン, ピン音表記：Shāng Jùnchéng, 2005年2月2日 - ）は、中華人民共和国の北京出身の男子プロテニス選手。ATPランキング自己最高位はシングルス47位。これまでにATPツアーでシングルス1勝を挙げている。身長180cm、体重73kg。左利き、バックハンド・ストロークは両手打ち。

## 選手経歴

### 2021年 全米オープンジュニア準優勝
2021年の全仏オープンジュニアでベスト8に進出。同年の全米オープンジュニアでは準優勝した。

### 2022年 チャレンジャー初優勝
2022年2月、リオ・オープンにワイルドカードで出場し、ATPツアー初出場を果たす。1回戦でペドロ・マルティネスに敗れた。BNPパリバ・オープン予選にワイルドカードで出場し、1回戦でフランシスコ・セルンドロに勝利。2回戦では相手のマッツ・モレイングの途中棄権により勝利し、本選出場が決定。中国人選手がATPツアー・マスターズ1000の本選に出場するのは史上初であった。本選では1回戦でハウメ・ムナルに敗れた。マイアミ・オープンにもワイルドカードで出場した。ATPチャレンジャーツアーのレキシントン・チャレンジャーで優勝し、史上最年少でチャレンジャーツアー優勝を果たした。2022年9月19日に更新されたATPランキングで195位にランクインした。

### 2023年 トップ150入り

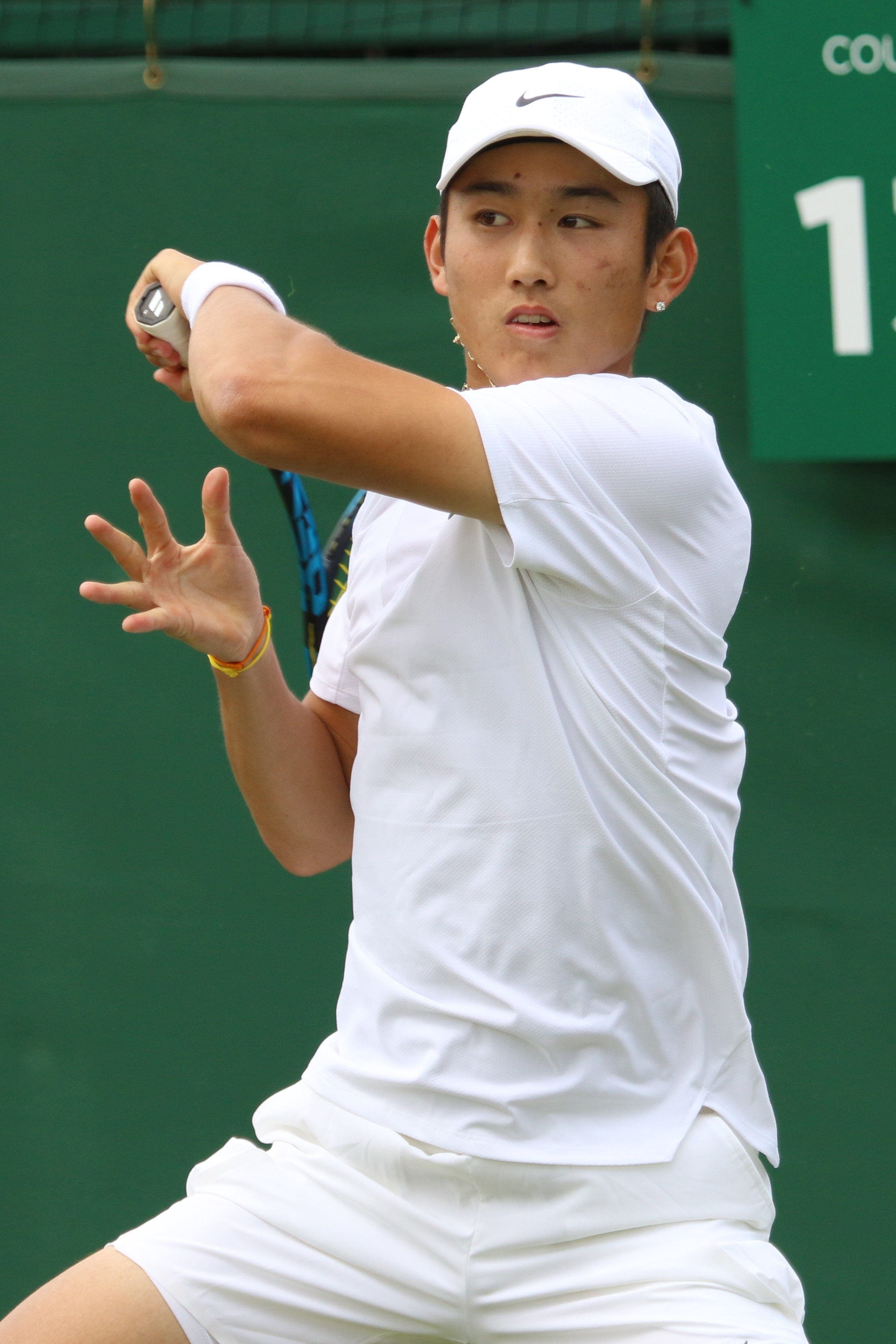
2023年ウィンブルドン選手権での商竣程

1月、全豪オープンの予選を通過し本選に出場。中国人史上最年少でのグランドスラム出場となった。1回戦でオスカー・オテに勝利し、1968年以降では史上初となる、全豪オープンで勝利した中国人選手となった。2回戦でフランシス・ティアフォーに敗れた。マイアミ・オープンにワイルドカードで出場した。また、全仏オープンでも予選を通過し、本選に初出場した。珠海選手権にて母国の中国で開催されたATPツアーに初出場し、1回戦でマッケンジー・マクドナルドに敗れた。その後出場したチャイナ・オープンでは西岡良仁に、上海マスターズでは綿貫陽介にいずれも1回戦で敗れた 。

### 2024年 ツアー初優勝 トップ50入り
ワイルドカードで出場した香港オープンではラスロ・ジェレ、ボーティック・ファン・デ・ザンスフルプ、第3シードのフランシス・ティアフォーに勝利し、ATPツアー初のベスト4進出を果たした。準決勝ではアンドレイ・ルブレフに敗れた。ワイルドカードで出場した全豪オープンでは1回戦でマッケンジー・マクドナルド、2回戦でスミット・ナガルに勝利し、グランドスラムで初の3回戦進出を果たした。カルロス・アルカラスとの3回戦では第3セット途中で棄権し、敗れた。BNPパリバ・オープンでは1回戦でジョーダン・トンプソンに勝利し、マスターズ1000での初勝利となった。マイアミ・オープンとムチュア・マドリード・オープンにも出場した。2024年5月20日に更新されたATPランキングで89位にランクインした。アトランタ・オープンでは第1シードのベン・シェルトンに勝利するなどし、ATPツアー2度目のベスト4進出を果たした。全米オープンではグランドスラムで2度目の3回戦進出を果たした。成都オープンでは1回戦で錦織圭、2回戦で第8シードのロマン・サフィウリン、準々決勝で第2シードのアレクサンダー・ブブリク、準決勝でヤニック・ハンフマンに勝利し、ATPツアー初の決勝に進出。決勝でロレンツォ・ムゼッティに勝利し、ATPツアー初優勝を果たした。また、中国人選手のATPツアー優勝は1968年以降では呉易昺以来、史上2人目だった。2024年10月14日に更新されたATPランキングでは49位にランクインし、2005年生まれの選手では初となるトップ50入りを果たした。

### 2025年
香港オープンでは2回戦で第7シードのペドロ・マルティネスを6-3, 6-1のストレートで下してベスト8進出。準々決勝ではファービアーン・マロジャーンに1-6, 6-3, 6-4の逆転で破り、2年連続ベスト4進出をするも、準決勝での錦織圭戦では3-4の時点で体調不調のため途中棄権した。全豪オープンでは1回戦でのアレハンドロ・ダビドビッチ・フォキナ戦で6-7(1), 2-5の時点で途中棄権し、初戦敗退。

## 人物
父は元サッカー選手の商毅、母は元卓球選手の邬娜。

## ATPツアー決勝進出結果

### シングルス：1回（1勝0敗）
| 大会カテゴリ                    |
| グランドスラム (0–0)            |
| ATPファイナルズ (0–0)           |
| ATPツアー・マスターズ1000 (0–0) |
| オリンピック (0–0)              |
| ATPツアー500 (0–0)              |
| ATPツアー250 (1–0)              |

| サーフェス別タイトル |
| ハード (1–0)         |
| クレー (0–0)         |
| 芝 (0–0)             |

| 結果 | No. | 決勝日        | 大会 | サーフェス | 対戦相手               | スコア        |
| ---- | --- | ------------- | ---- | ---------- | ---------------------- | ------------- |
| 優勝 | 1.  | 2024年9月24日 | 成都 | ハード     | ロレンツォ・ムゼッティ | 7-6(7-4), 6-1 |

## 成績
略語の説明
| W | F | SF | QF | #R | RR | Q# | LQ | A | Z# | PO | G | S | B | NMS | P | NH |

W=優勝, F=準優勝, SF=ベスト4, QF=ベスト8, #R=#回戦敗退, RR=ラウンドロビン敗退, Q#=予選#回戦敗退, LQ=予選敗退, A=大会不参加, Z#=デビスカップ/BJKカップ地域ゾーン, PO=デビスカップ/BJKカッププレーオフ, G=オリンピック金メダル, S=オリンピック銀メダル, B=オリンピック銅メダル, NMS=マスターズシリーズから降格, P=開催延期, NH=開催なし.

### シングルス

#### グランドスラム大会
| 大会           | 2022 | 2023 | 2024 | 2025 | 通算成績 |
| -------------- | ---- | ---- | ---- | ---- | -------- |
| 全豪オープン   | A    | 2R   | 3R   | 1R   | 3–3      |
| 全仏オープン   | A    | 1R   | Q1   | A    | 0–1      |
| ウィンブルドン | A    | Q1   | 2R   | A    | 1–1      |
| 全米オープン   | A    | Q3   | 3R   |      | 2–1      |

#### 大会最高成績
| 大会                 | 成績 | 年       |
| -------------------- | ---- | -------- |
| ATPファイナルズ      | A    | 出場なし |
| インディアンウェルズ | 2R   | 2024     |
| マイアミ             | 2R   | 2024     |
| モンテカルロ         | A    | 出場なし |
| マドリード           | 2R   | 2024     |
| ローマ               | 2R   | 2024     |
| カナダ               | A    | 出場なし |
| シンシナティ         | A    | 出場なし |
| 上海                 | 2R   | 2024     |
| パリ                 | A    | 出場なし |
| オリンピック         | A    | 出場なし |
| デビスカップ         | A    | 出場なし |